# Hohensee (Zemitz)

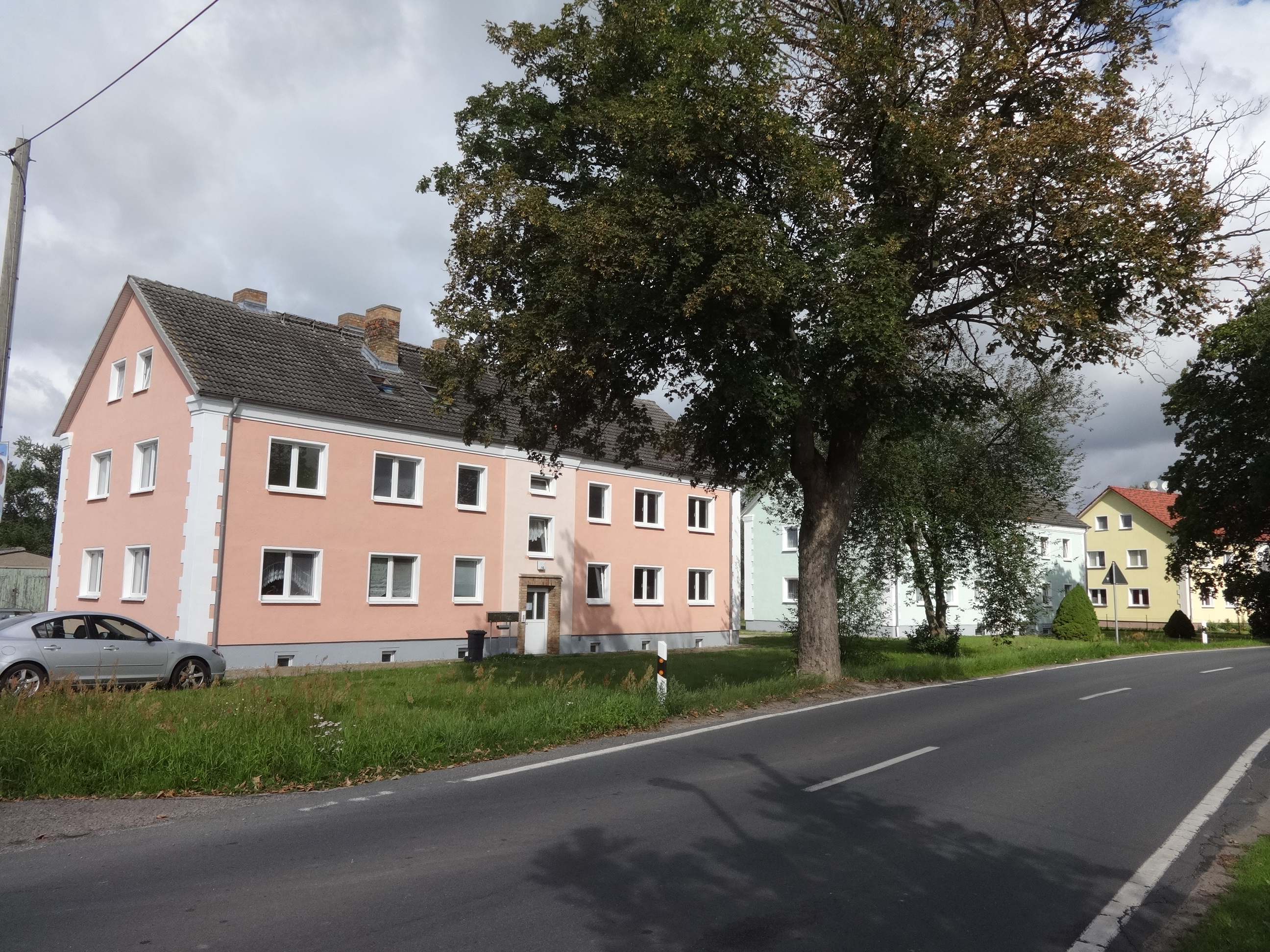
Hauptstraße in Hohensee

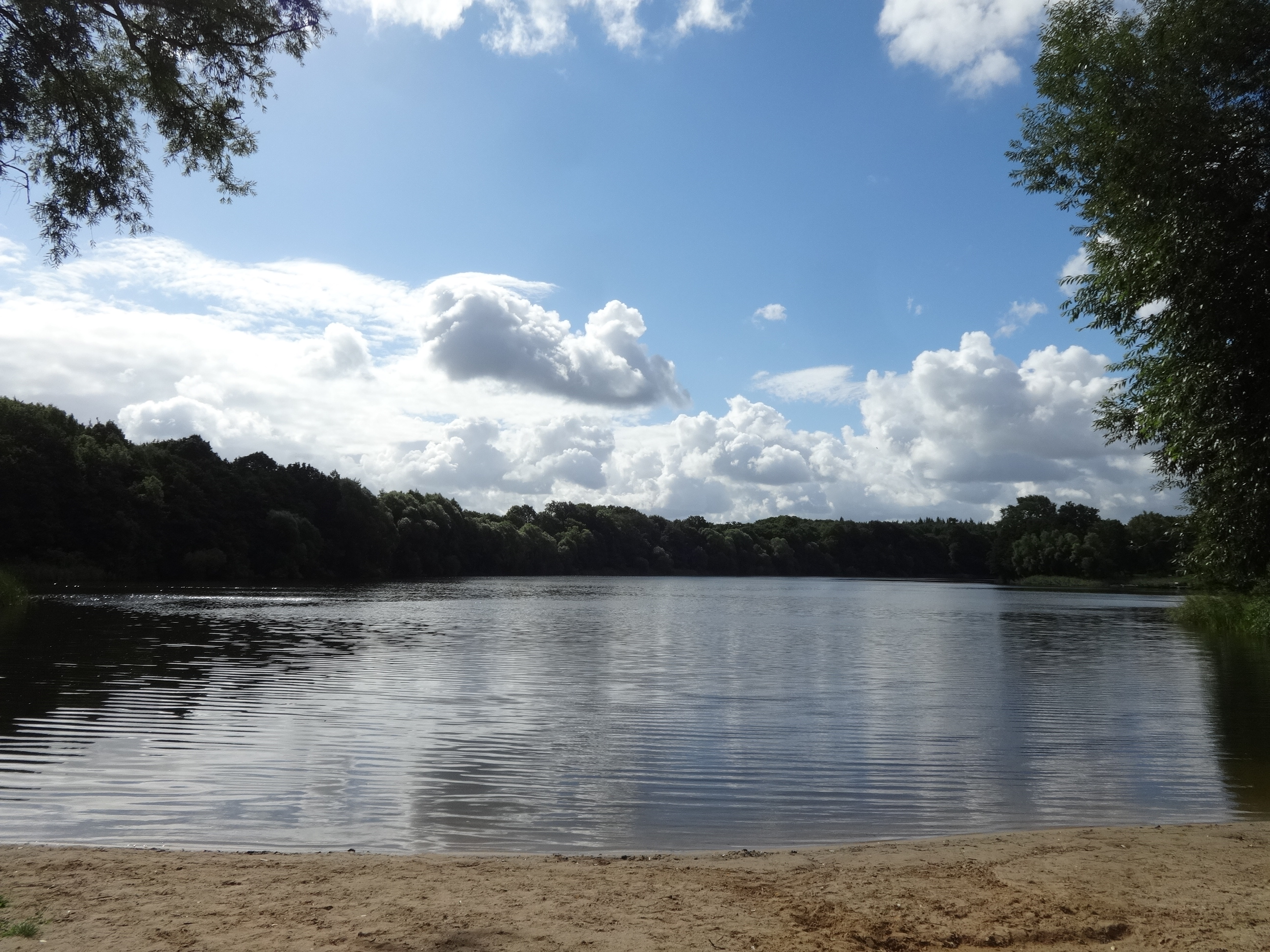
Hoher See

Hohensee ist ein Ortsteil der Gemeinde Zemitz im Landkreis Vorpommern-Greifswald. Der Ort liegt etwa 7 Kilometer südwestlich von Wolgast an der Landesstraße 26. Das Dorf hat seinen Namen von dem östlich gelegenen Hohen See.

## Geschichte
Hohensee wurde erstmals 1344 als Hoghense urkundlich und 1451 als thom Hogensehe erwähnt. Zu dieser Zeit war der Ort bereits im Lehnsbesitz der niederadeligen Familie von Köller. Neben Hohensee als Stammgut eines Zweiges der Familie gehörten weitere Ortschaften in der Umgebung zum Familienbesitz. In der zweiten Hälfte des 17. Jahrhunderts verkaufte Baltzer Köller das verschuldete Gut an den Kanzleirat von Ehrenfels, der für die Regierung Schwedisch-Pommerns in Stettin arbeitete. Der schwedische Hauptmann und spätere General Andres von Fürstenberg kam durch Heirat mit Ehrenfels Tochter in den Besitz des Gutes. Vermutlich 1755 wurde Hans Gotthelf Adolf von Kirchbach als Ehemann von Fürstenbergs Tochter Euphemia Besitzer des Gutes. Die Familie Kirchbach blieb bis zum Verkauf des Gutes und der angeschlossenen Orten Negenmark und Milchhorst durch Julius Freiherr von Kirchbach 1865 an Carl Christian Friedrich Wilhelm von Borcke Eigentümer von Hohensee.
Die Familie von Borcke richtete in Hohensee einen Familienfideikommiss ein. 1928 nahmen die Ländereien des Gutes eine Fläche von 1012 Hektar ein. Nach dem Tod des Heinrich von Borcke (* 5. Februar 1864;  † 16. Juli 1930) erhielt dieser südlich im Park seine Grabstätte. Dessen Witwe Hedwig Helene Jenny, geborene Freiin von Bodenhausen-Lebusa, Tochter des Politikers Julius von Bodenhausen, verpachtete damals das Gut an den früheren Verwalter Hans Schönfeldt. 1939 umfasste das Rittergut Hohensee mit Vorwerk Milchhorst und Negenmark genau 1000 Hektar, davon gut 300 Hektar Wald. Als Eigentümer gilt die von Borcke`sche Erbengemeinschaft. Als Verwalter fungierte zu jener Zeit der Administrator Herr Mau.
Das nach einem Großbrand 1926 wieder aufgebaute Herrenhaus wurde nach dem Einmarsch der Roten Armee 1945, vermutlich durch Brandstiftung, endgültig zerstört.
Im Zuge der Bodenreform wurde die Familie von Borcke enteignet. Die Ländereien des Gutes wurden an Neubauern verteilt und aufgesiedelt. Von dem bis 1945 recht kompakten Gut sind kaum noch Reste geblieben.
Ende der 1940er Jahre wurde in Hohensee eine Maschinen-Ausleih-Station (MAS) eingerichtet, die später in eine Maschinen-Traktoren-Station (MTS) umgewandelt wurde. Als Außenstelle des Kreisbetriebs für Landtechnik (KfL) Wolgast wurde hier zuletzt Melktechnik instand gesetzt. Die Neubauern mussten sich in den 1950er Jahren zu einer LPG zusammenschließen, die 1960 mit der Zemitzer LPG zusammenlegt wurde. Diese ging 1979 in der Kooperativen Abteilung Pflanzenproduktion (KAP) Hohensee auf, die später in LPG (Pflanzenproduktion) Hohendorf umbenannt wurde. Nach der Deutschen Wiedervereinigung wurden aus deren Nachfolgegenossenschaften 1996 die Peeneland Agrar GmbH gebildet.